# Ligue Europa 2021-2022
Navigation
Édition 2020-2021 Édition 2022-2023
La Ligue Europa 2021-2022 est la 51e édition de la deuxième plus prestigieuse coupe européenne des clubs de football, la 12e sous le nom de Ligue Europa. Organisée par l'UEFA, la compétition est ouverte aux clubs de football des associations membres de l'UEFA, qualifiés en fonction de leurs bons résultats en championnat ou coupe nationale.
La finale s'est déroulée en 2022 au stade Ramón Sánchez Pizjuán de Séville.
Le vainqueur de la Ligue Europa se qualifiera pour la Supercoupe de l'UEFA 2022 ainsi que pour la phase de groupes de la Ligue des champions de l'UEFA 2022-2023.

## Désignation de la ville organisatrice de la finale
Une procédure de candidature est mise en place par l'UEFA pour l'obtention de la finale.
Trois pays déclarent leur intérêt avant le 26 octobre 2018 (l'Autriche, la Géorgie et l'Espagne). Seuls deux pays confirment leur candidature avant la date limite du 15 février 2019.
| Association | Stade                       | Ville    | Capacité |
| ----------- | --------------------------- | -------- | -------- |
| Espagne     | Stade Ramón Sánchez Pizjuán | Séville  | 43 883   |
| Géorgie     | Stade Boris-Paichadze       | Tbilissi | 54 000   |

Le stade Ramón Sánchez Pizjuán est choisi par le Comité exécutif de l'UEFA le 24 septembre 2019. Cependant, à la suite des perturbations dans le calendrier de la saison 2019-2020 causées par la pandémie de Covid-19, c'est l'Arena Bałtycka - qui devait accueillir la finale de la Ligue Europa 2019-2020 - qui accueillera la finale. Séville accueillera alors la finale de la Ligue Europa 2021-2022.

## Format
Le format de cette compétition est le suivant :
- Une phase de qualification composée de deux tours de qualification, dont le dernier est dit de barrage. Les clubs sont séparés en deux séries de qualifications, l'une pour les champions nationaux (dite Voie des champions) et l'autre pour les non-champions (dite Voie principale). Les équipes éliminées de la Ligue des champions participent à chaque tour de cette phase.
- Une phase de groupes, qui consiste en huit mini-championnats de quatre équipes par groupe. Les deux premiers de chaque groupe poursuivent la compétition. En cas d'égalité de points entre deux ou plusieurs équipes, le classement est déterminé d'abord par la différence de points particulière entre les équipes à égalité puis la différence de buts particulière.
- Une phase finale composée de :
  - Un barrage additionnel (ou seizièmes de finale), en aller-retour, constitué des équipes classées deuxièmes de groupe et les équipes classées troisièmes de leur groupe en Ligue des champions.
  - Un tournoi à élimination directe, constituée des huit premiers de la phase de groupes et des huit vainqueurs du barrage d'après poules et décomposée en huitièmes de finale, quarts de finale, et demi-finales en aller-retour et d'une finale sur terrain neutre.

La règle des buts marqués à l'extérieur est abolie par l'UEFA à partir de cette saison.

## Participants
Cinquante-huit équipes provenant des associations membres de l'UEFA participeront à la Ligue Europa 2021‑2022.
La liste d'accès est modifiée dans le cadre de l'évolution des compétitions interclubs de l’UEFA pour le cycle 2021-24.

### Nombre de places par association
La répartition pour la saison 2021-2022 est la suivante :
- Les associations aux places 1 à 5 du classement UEFA 2020 ont deux clubs qualifiés
- Les associations aux places 6 à 15 ont un club qualifié
- 29 équipes éliminées de la Ligue des champions 2021-2022 sont repêchées dans cette compétition. Les équipes championnes de leur pays se rencontrent exclusivement entre elles lors de la phase de qualifications.
- Une place est attribuée en phase de groupes au vainqueur de la Ligue Europa Conférence. Cette compétition n'étant inaugurée que cette saison, sa place est libérée et les équipes des associations les mieux classées dans les tours précédents seront promues en conséquence.

### Règles de distribution des places par association nationale
Les places attribuées par association nationale vont par ordre de priorité :
- à l'équipe vainqueur de la coupe nationale ;
- aux équipes les mieux classées dans les championnats nationaux et non qualifiées en Ligue des champions.

Cet ordre de priorité détermine le tour préliminaire d'entrée le plus tardif en qualifications et pour la phase de groupes de la Ligue Europa. Les vainqueurs des coupes nationales des associations classées aux six premières places du classement UEFA 2020 (Espagne, Angleterre, Allemagne, Italie, France et Portugal), le quatrième du championnat de l'association classée cinquième (France) et le cinquième du championnat des associations 1 à 4 (Espagne, Angleterre, Allemagne et Italie) sont directement qualifiés pour la phase de groupes.
D'autre part, la place du tenant du titre de la Ligue Europa Conférence n'est pas utilisé cette saison ; de ce fait, le vainqueur de la coupe nationale de la 7e association (Russie) se qualifie directement pour la phase de groupes, les associations suivantes avancent d'une place, la priorité étant donnée au club vainqueur de coupe nationale de l'association la mieux classée dans le tour correspondant de la liste d'accès.

### Clubs participants
| Barrages de la phase à élimination directe | Barrages de la phase à élimination directe | Barrages de la phase à élimination directe | Barrages de la phase à élimination directe | Barrages de la phase à élimination directe | Barrages de la phase à élimination directe | Barrages de la phase à élimination directe | Barrages de la phase à élimination directe | Barrages de la phase à élimination directe | Barrages de la phase à élimination directe | Barrages de la phase à élimination directe | Barrages de la phase à élimination directe | Barrages de la phase à élimination directe | Barrages de la phase à élimination directe | Barrages de la phase à élimination directe | Barrages de la phase à élimination directe |
| --- | --- | --- | --- | --- | --- | --- | --- | --- | --- | --- | --- | --- | --- | --- | --- |
| - 8 « troisièmes » repêchés de la phase de groupes de la Ligue des champions : - FC Barcelone (122.000) - Séville FC (98.000) - Borussia Dortmund (90.000) - FC Porto (87.000) - RB Leipzig (66.000) - Atalanta Bergame (50.500) - Zénith Saint-Pétersbourg (50.000) - Sheriff Tiraspol (14.500) | | | | | | | | | | | | | | | |
| Phase de groupes | | | | | | | | | | | | | | | |
| - Real Sociedad (19.571) 5e d'Espagne en 2020-2021 - Real Betis (19.571) 6e d'Espagne en 2020-2021 - Leicester City (32.000) Vainqueur de la Coupe d'Angleterre 2020-2021 - West Ham United (20.113) 6e d'Angleterre en 2020-2021 - Eintracht Francfort (33.000) 5e d'Allemagne en 2020-2021 - Bayer Leverkusen (57.000) 6e d'Allemagne en 2020-2021 - SSC Naples (74.000) 5e d'Italie en 2020-2021 - SS Lazio (44.000) 6e d'Italie en 2020-2021 - Olympique lyonnais (76.000) 4e de France en 2020-2021 - Olympique de Marseille (28.000) 5e de France en 2020-2021 - SC Braga (35.000) Vainqueur de la Coupe du Portugal 2020-2021 - Lokomotiv Moscou (31.000) Vainqueur de la Coupe de Russie 2020-2021 | - Real Sociedad (19.571) 5e d'Espagne en 2020-2021 - Real Betis (19.571) 6e d'Espagne en 2020-2021 - Leicester City (32.000) Vainqueur de la Coupe d'Angleterre 2020-2021 - West Ham United (20.113) 6e d'Angleterre en 2020-2021 - Eintracht Francfort (33.000) 5e d'Allemagne en 2020-2021 - Bayer Leverkusen (57.000) 6e d'Allemagne en 2020-2021 - SSC Naples (74.000) 5e d'Italie en 2020-2021 - SS Lazio (44.000) 6e d'Italie en 2020-2021 - Olympique lyonnais (76.000) 4e de France en 2020-2021 - Olympique de Marseille (28.000) 5e de France en 2020-2021 - SC Braga (35.000) Vainqueur de la Coupe du Portugal 2020-2021 - Lokomotiv Moscou (31.000) Vainqueur de la Coupe de Russie 2020-2021 | - Real Sociedad (19.571) 5e d'Espagne en 2020-2021 - Real Betis (19.571) 6e d'Espagne en 2020-2021 - Leicester City (32.000) Vainqueur de la Coupe d'Angleterre 2020-2021 - West Ham United (20.113) 6e d'Angleterre en 2020-2021 - Eintracht Francfort (33.000) 5e d'Allemagne en 2020-2021 - Bayer Leverkusen (57.000) 6e d'Allemagne en 2020-2021 - SSC Naples (74.000) 5e d'Italie en 2020-2021 - SS Lazio (44.000) 6e d'Italie en 2020-2021 - Olympique lyonnais (76.000) 4e de France en 2020-2021 - Olympique de Marseille (28.000) 5e de France en 2020-2021 - SC Braga (35.000) Vainqueur de la Coupe du Portugal 2020-2021 - Lokomotiv Moscou (31.000) Vainqueur de la Coupe de Russie 2020-2021 | - Real Sociedad (19.571) 5e d'Espagne en 2020-2021 - Real Betis (19.571) 6e d'Espagne en 2020-2021 - Leicester City (32.000) Vainqueur de la Coupe d'Angleterre 2020-2021 - West Ham United (20.113) 6e d'Angleterre en 2020-2021 - Eintracht Francfort (33.000) 5e d'Allemagne en 2020-2021 - Bayer Leverkusen (57.000) 6e d'Allemagne en 2020-2021 - SSC Naples (74.000) 5e d'Italie en 2020-2021 - SS Lazio (44.000) 6e d'Italie en 2020-2021 - Olympique lyonnais (76.000) 4e de France en 2020-2021 - Olympique de Marseille (28.000) 5e de France en 2020-2021 - SC Braga (35.000) Vainqueur de la Coupe du Portugal 2020-2021 - Lokomotiv Moscou (31.000) Vainqueur de la Coupe de Russie 2020-2021 | - Real Sociedad (19.571) 5e d'Espagne en 2020-2021 - Real Betis (19.571) 6e d'Espagne en 2020-2021 - Leicester City (32.000) Vainqueur de la Coupe d'Angleterre 2020-2021 - West Ham United (20.113) 6e d'Angleterre en 2020-2021 - Eintracht Francfort (33.000) 5e d'Allemagne en 2020-2021 - Bayer Leverkusen (57.000) 6e d'Allemagne en 2020-2021 - SSC Naples (74.000) 5e d'Italie en 2020-2021 - SS Lazio (44.000) 6e d'Italie en 2020-2021 - Olympique lyonnais (76.000) 4e de France en 2020-2021 - Olympique de Marseille (28.000) 5e de France en 2020-2021 - SC Braga (35.000) Vainqueur de la Coupe du Portugal 2020-2021 - Lokomotiv Moscou (31.000) Vainqueur de la Coupe de Russie 2020-2021 | - Real Sociedad (19.571) 5e d'Espagne en 2020-2021 - Real Betis (19.571) 6e d'Espagne en 2020-2021 - Leicester City (32.000) Vainqueur de la Coupe d'Angleterre 2020-2021 - West Ham United (20.113) 6e d'Angleterre en 2020-2021 - Eintracht Francfort (33.000) 5e d'Allemagne en 2020-2021 - Bayer Leverkusen (57.000) 6e d'Allemagne en 2020-2021 - SSC Naples (74.000) 5e d'Italie en 2020-2021 - SS Lazio (44.000) 6e d'Italie en 2020-2021 - Olympique lyonnais (76.000) 4e de France en 2020-2021 - Olympique de Marseille (28.000) 5e de France en 2020-2021 - SC Braga (35.000) Vainqueur de la Coupe du Portugal 2020-2021 - Lokomotiv Moscou (31.000) Vainqueur de la Coupe de Russie 2020-2021 | - Real Sociedad (19.571) 5e d'Espagne en 2020-2021 - Real Betis (19.571) 6e d'Espagne en 2020-2021 - Leicester City (32.000) Vainqueur de la Coupe d'Angleterre 2020-2021 - West Ham United (20.113) 6e d'Angleterre en 2020-2021 - Eintracht Francfort (33.000) 5e d'Allemagne en 2020-2021 - Bayer Leverkusen (57.000) 6e d'Allemagne en 2020-2021 - SSC Naples (74.000) 5e d'Italie en 2020-2021 - SS Lazio (44.000) 6e d'Italie en 2020-2021 - Olympique lyonnais (76.000) 4e de France en 2020-2021 - Olympique de Marseille (28.000) 5e de France en 2020-2021 - SC Braga (35.000) Vainqueur de la Coupe du Portugal 2020-2021 - Lokomotiv Moscou (31.000) Vainqueur de la Coupe de Russie 2020-2021 | - Real Sociedad (19.571) 5e d'Espagne en 2020-2021 - Real Betis (19.571) 6e d'Espagne en 2020-2021 - Leicester City (32.000) Vainqueur de la Coupe d'Angleterre 2020-2021 - West Ham United (20.113) 6e d'Angleterre en 2020-2021 - Eintracht Francfort (33.000) 5e d'Allemagne en 2020-2021 - Bayer Leverkusen (57.000) 6e d'Allemagne en 2020-2021 - SSC Naples (74.000) 5e d'Italie en 2020-2021 - SS Lazio (44.000) 6e d'Italie en 2020-2021 - Olympique lyonnais (76.000) 4e de France en 2020-2021 - Olympique de Marseille (28.000) 5e de France en 2020-2021 - SC Braga (35.000) Vainqueur de la Coupe du Portugal 2020-2021 - Lokomotiv Moscou (31.000) Vainqueur de la Coupe de Russie 2020-2021 | - 4 champions repêchés des barrages de la Ligue des champions : - Dinamo Zagreb (44.500) - Ludogorets Razgrad (28.000) - Ferencváros TC (13.500) - Brøndby IF (7.000) - 2 non-champions repêchés des barrages de la Ligue des champions : - AS Monaco (36.000) - PSV Eindhoven (29.000) - 4 non-champions repêchés du 3e tour de qualification de la Ligue des champions : - KRC Genk (30.000) - Spartak Moscou (18.500) - Sparta Prague (17.500) - FC Midtjylland (13.500) | - 4 champions repêchés des barrages de la Ligue des champions : - Dinamo Zagreb (44.500) - Ludogorets Razgrad (28.000) - Ferencváros TC (13.500) - Brøndby IF (7.000) - 2 non-champions repêchés des barrages de la Ligue des champions : - AS Monaco (36.000) - PSV Eindhoven (29.000) - 4 non-champions repêchés du 3e tour de qualification de la Ligue des champions : - KRC Genk (30.000) - Spartak Moscou (18.500) - Sparta Prague (17.500) - FC Midtjylland (13.500) | - 4 champions repêchés des barrages de la Ligue des champions : - Dinamo Zagreb (44.500) - Ludogorets Razgrad (28.000) - Ferencváros TC (13.500) - Brøndby IF (7.000) - 2 non-champions repêchés des barrages de la Ligue des champions : - AS Monaco (36.000) - PSV Eindhoven (29.000) - 4 non-champions repêchés du 3e tour de qualification de la Ligue des champions : - KRC Genk (30.000) - Spartak Moscou (18.500) - Sparta Prague (17.500) - FC Midtjylland (13.500) | - 4 champions repêchés des barrages de la Ligue des champions : - Dinamo Zagreb (44.500) - Ludogorets Razgrad (28.000) - Ferencváros TC (13.500) - Brøndby IF (7.000) - 2 non-champions repêchés des barrages de la Ligue des champions : - AS Monaco (36.000) - PSV Eindhoven (29.000) - 4 non-champions repêchés du 3e tour de qualification de la Ligue des champions : - KRC Genk (30.000) - Spartak Moscou (18.500) - Sparta Prague (17.500) - FC Midtjylland (13.500) | - 4 champions repêchés des barrages de la Ligue des champions : - Dinamo Zagreb (44.500) - Ludogorets Razgrad (28.000) - Ferencváros TC (13.500) - Brøndby IF (7.000) - 2 non-champions repêchés des barrages de la Ligue des champions : - AS Monaco (36.000) - PSV Eindhoven (29.000) - 4 non-champions repêchés du 3e tour de qualification de la Ligue des champions : - KRC Genk (30.000) - Spartak Moscou (18.500) - Sparta Prague (17.500) - FC Midtjylland (13.500) | - 4 champions repêchés des barrages de la Ligue des champions : - Dinamo Zagreb (44.500) - Ludogorets Razgrad (28.000) - Ferencváros TC (13.500) - Brøndby IF (7.000) - 2 non-champions repêchés des barrages de la Ligue des champions : - AS Monaco (36.000) - PSV Eindhoven (29.000) - 4 non-champions repêchés du 3e tour de qualification de la Ligue des champions : - KRC Genk (30.000) - Spartak Moscou (18.500) - Sparta Prague (17.500) - FC Midtjylland (13.500) | - 4 champions repêchés des barrages de la Ligue des champions : - Dinamo Zagreb (44.500) - Ludogorets Razgrad (28.000) - Ferencváros TC (13.500) - Brøndby IF (7.000) - 2 non-champions repêchés des barrages de la Ligue des champions : - AS Monaco (36.000) - PSV Eindhoven (29.000) - 4 non-champions repêchés du 3e tour de qualification de la Ligue des champions : - KRC Genk (30.000) - Spartak Moscou (18.500) - Sparta Prague (17.500) - FC Midtjylland (13.500) | - 4 champions repêchés des barrages de la Ligue des champions : - Dinamo Zagreb (44.500) - Ludogorets Razgrad (28.000) - Ferencváros TC (13.500) - Brøndby IF (7.000) - 2 non-champions repêchés des barrages de la Ligue des champions : - AS Monaco (36.000) - PSV Eindhoven (29.000) - 4 non-champions repêchés du 3e tour de qualification de la Ligue des champions : - KRC Genk (30.000) - Spartak Moscou (18.500) - Sparta Prague (17.500) - FC Midtjylland (13.500) |
| Barrages | | | | | | | | | | | | | | | |
| - 6 champions repêchés du 3e tour de qualification de la Ligue des champions : - Slavia Prague (43.500) - Olympiakos (43.000) - Étoile rouge de Belgrade (32.500) - Rangers FC (31.250) - CFR Cluj (16.500) - Legia Varsovie (16.500) | - 6 champions repêchés du 3e tour de qualification de la Ligue des champions : - Slavia Prague (43.500) - Olympiakos (43.000) - Étoile rouge de Belgrade (32.500) - Rangers FC (31.250) - CFR Cluj (16.500) - Legia Varsovie (16.500) | - 6 champions repêchés du 3e tour de qualification de la Ligue des champions : - Slavia Prague (43.500) - Olympiakos (43.000) - Étoile rouge de Belgrade (32.500) - Rangers FC (31.250) - CFR Cluj (16.500) - Legia Varsovie (16.500) | - 6 champions repêchés du 3e tour de qualification de la Ligue des champions : - Slavia Prague (43.500) - Olympiakos (43.000) - Étoile rouge de Belgrade (32.500) - Rangers FC (31.250) - CFR Cluj (16.500) - Legia Varsovie (16.500) | - 6 champions repêchés du 3e tour de qualification de la Ligue des champions : - Slavia Prague (43.500) - Olympiakos (43.000) - Étoile rouge de Belgrade (32.500) - Rangers FC (31.250) - CFR Cluj (16.500) - Legia Varsovie (16.500) | - 6 champions repêchés du 3e tour de qualification de la Ligue des champions : - Slavia Prague (43.500) - Olympiakos (43.000) - Étoile rouge de Belgrade (32.500) - Rangers FC (31.250) - CFR Cluj (16.500) - Legia Varsovie (16.500) | - 6 champions repêchés du 3e tour de qualification de la Ligue des champions : - Slavia Prague (43.500) - Olympiakos (43.000) - Étoile rouge de Belgrade (32.500) - Rangers FC (31.250) - CFR Cluj (16.500) - Legia Varsovie (16.500) | - 6 champions repêchés du 3e tour de qualification de la Ligue des champions : - Slavia Prague (43.500) - Olympiakos (43.000) - Étoile rouge de Belgrade (32.500) - Rangers FC (31.250) - CFR Cluj (16.500) - Legia Varsovie (16.500) | - Royal Antwerp FC (10.500) 3e de Belgique en 2020-2021 - Zorya Louhansk (15.000) 3e d'Ukraine en 2020-2021 - AZ Alkmaar (21.500) 3e des Pays-Bas en 2020-2021 - Fenerbahçe SK (19.500) 3e de Turquie en 2020-2021 - Sturm Graz (7.165) 3e d'Autriche en 2020-2021 - Randers FC (5.575) Vainqueur de la Coupe du Danemark 2020-2021 | - Royal Antwerp FC (10.500) 3e de Belgique en 2020-2021 - Zorya Louhansk (15.000) 3e d'Ukraine en 2020-2021 - AZ Alkmaar (21.500) 3e des Pays-Bas en 2020-2021 - Fenerbahçe SK (19.500) 3e de Turquie en 2020-2021 - Sturm Graz (7.165) 3e d'Autriche en 2020-2021 - Randers FC (5.575) Vainqueur de la Coupe du Danemark 2020-2021 | - Royal Antwerp FC (10.500) 3e de Belgique en 2020-2021 - Zorya Louhansk (15.000) 3e d'Ukraine en 2020-2021 - AZ Alkmaar (21.500) 3e des Pays-Bas en 2020-2021 - Fenerbahçe SK (19.500) 3e de Turquie en 2020-2021 - Sturm Graz (7.165) 3e d'Autriche en 2020-2021 - Randers FC (5.575) Vainqueur de la Coupe du Danemark 2020-2021 | - Royal Antwerp FC (10.500) 3e de Belgique en 2020-2021 - Zorya Louhansk (15.000) 3e d'Ukraine en 2020-2021 - AZ Alkmaar (21.500) 3e des Pays-Bas en 2020-2021 - Fenerbahçe SK (19.500) 3e de Turquie en 2020-2021 - Sturm Graz (7.165) 3e d'Autriche en 2020-2021 - Randers FC (5.575) Vainqueur de la Coupe du Danemark 2020-2021 | - Royal Antwerp FC (10.500) 3e de Belgique en 2020-2021 - Zorya Louhansk (15.000) 3e d'Ukraine en 2020-2021 - AZ Alkmaar (21.500) 3e des Pays-Bas en 2020-2021 - Fenerbahçe SK (19.500) 3e de Turquie en 2020-2021 - Sturm Graz (7.165) 3e d'Autriche en 2020-2021 - Randers FC (5.575) Vainqueur de la Coupe du Danemark 2020-2021 | - Royal Antwerp FC (10.500) 3e de Belgique en 2020-2021 - Zorya Louhansk (15.000) 3e d'Ukraine en 2020-2021 - AZ Alkmaar (21.500) 3e des Pays-Bas en 2020-2021 - Fenerbahçe SK (19.500) 3e de Turquie en 2020-2021 - Sturm Graz (7.165) 3e d'Autriche en 2020-2021 - Randers FC (5.575) Vainqueur de la Coupe du Danemark 2020-2021 | - Royal Antwerp FC (10.500) 3e de Belgique en 2020-2021 - Zorya Louhansk (15.000) 3e d'Ukraine en 2020-2021 - AZ Alkmaar (21.500) 3e des Pays-Bas en 2020-2021 - Fenerbahçe SK (19.500) 3e de Turquie en 2020-2021 - Sturm Graz (7.165) 3e d'Autriche en 2020-2021 - Randers FC (5.575) Vainqueur de la Coupe du Danemark 2020-2021 | - Royal Antwerp FC (10.500) 3e de Belgique en 2020-2021 - Zorya Louhansk (15.000) 3e d'Ukraine en 2020-2021 - AZ Alkmaar (21.500) 3e des Pays-Bas en 2020-2021 - Fenerbahçe SK (19.500) 3e de Turquie en 2020-2021 - Sturm Graz (7.165) 3e d'Autriche en 2020-2021 - Randers FC (5.575) Vainqueur de la Coupe du Danemark 2020-2021 |
| Troisième tour de qualification | | | | | | | | | | | | | | | |
| Voie des champions - 10 champions repêchés du 2e tour de qualification de la Ligue des champions : - Omónia Nicosie (5.550) - Kaïrat Almaty (6.000) - Neftchi Bakou (5.000) - Slovan Bratislava (7.500) - NŠ Mura (3.000) - Žalgiris Vilnius (6.500) - Alashkert FC (6.500) - HJK Helsinki (5.500) - Lincoln Red Imps (5.750) - Flora Tallinn (6.250) | Voie des champions - 10 champions repêchés du 2e tour de qualification de la Ligue des champions : - Omónia Nicosie (5.550) - Kaïrat Almaty (6.000) - Neftchi Bakou (5.000) - Slovan Bratislava (7.500) - NŠ Mura (3.000) - Žalgiris Vilnius (6.500) - Alashkert FC (6.500) - HJK Helsinki (5.500) - Lincoln Red Imps (5.750) - Flora Tallinn (6.250) | Voie des champions - 10 champions repêchés du 2e tour de qualification de la Ligue des champions : - Omónia Nicosie (5.550) - Kaïrat Almaty (6.000) - Neftchi Bakou (5.000) - Slovan Bratislava (7.500) - NŠ Mura (3.000) - Žalgiris Vilnius (6.500) - Alashkert FC (6.500) - HJK Helsinki (5.500) - Lincoln Red Imps (5.750) - Flora Tallinn (6.250) | Voie des champions - 10 champions repêchés du 2e tour de qualification de la Ligue des champions : - Omónia Nicosie (5.550) - Kaïrat Almaty (6.000) - Neftchi Bakou (5.000) - Slovan Bratislava (7.500) - NŠ Mura (3.000) - Žalgiris Vilnius (6.500) - Alashkert FC (6.500) - HJK Helsinki (5.500) - Lincoln Red Imps (5.750) - Flora Tallinn (6.250) | Voie des champions - 10 champions repêchés du 2e tour de qualification de la Ligue des champions : - Omónia Nicosie (5.550) - Kaïrat Almaty (6.000) - Neftchi Bakou (5.000) - Slovan Bratislava (7.500) - NŠ Mura (3.000) - Žalgiris Vilnius (6.500) - Alashkert FC (6.500) - HJK Helsinki (5.500) - Lincoln Red Imps (5.750) - Flora Tallinn (6.250) | Voie des champions - 10 champions repêchés du 2e tour de qualification de la Ligue des champions : - Omónia Nicosie (5.550) - Kaïrat Almaty (6.000) - Neftchi Bakou (5.000) - Slovan Bratislava (7.500) - NŠ Mura (3.000) - Žalgiris Vilnius (6.500) - Alashkert FC (6.500) - HJK Helsinki (5.500) - Lincoln Red Imps (5.750) - Flora Tallinn (6.250) | Voie des champions - 10 champions repêchés du 2e tour de qualification de la Ligue des champions : - Omónia Nicosie (5.550) - Kaïrat Almaty (6.000) - Neftchi Bakou (5.000) - Slovan Bratislava (7.500) - NŠ Mura (3.000) - Žalgiris Vilnius (6.500) - Alashkert FC (6.500) - HJK Helsinki (5.500) - Lincoln Red Imps (5.750) - Flora Tallinn (6.250) | Voie des champions - 10 champions repêchés du 2e tour de qualification de la Ligue des champions : - Omónia Nicosie (5.550) - Kaïrat Almaty (6.000) - Neftchi Bakou (5.000) - Slovan Bratislava (7.500) - NŠ Mura (3.000) - Žalgiris Vilnius (6.500) - Alashkert FC (6.500) - HJK Helsinki (5.500) - Lincoln Red Imps (5.750) - Flora Tallinn (6.250) | Voie principale - 3 non-champions repêchés du 2e tour de qualification de la Ligue des champions : - Galatasaray SK (17.000) - Rapid Vienne (17.000) - Celtic FC (34.000) - St Johnstone FC (6.675) Vainqueur de la Coupe d'Écosse 2020-2021 - FK Jablonec (7.000) 3e de Tchéquie en 2020-2021 - Anórthosis Famagouste (5.550) Vainqueur de la Coupe de Chypre 2020-2021 | Voie principale - 3 non-champions repêchés du 2e tour de qualification de la Ligue des champions : - Galatasaray SK (17.000) - Rapid Vienne (17.000) - Celtic FC (34.000) - St Johnstone FC (6.675) Vainqueur de la Coupe d'Écosse 2020-2021 - FK Jablonec (7.000) 3e de Tchéquie en 2020-2021 - Anórthosis Famagouste (5.550) Vainqueur de la Coupe de Chypre 2020-2021 | Voie principale - 3 non-champions repêchés du 2e tour de qualification de la Ligue des champions : - Galatasaray SK (17.000) - Rapid Vienne (17.000) - Celtic FC (34.000) - St Johnstone FC (6.675) Vainqueur de la Coupe d'Écosse 2020-2021 - FK Jablonec (7.000) 3e de Tchéquie en 2020-2021 - Anórthosis Famagouste (5.550) Vainqueur de la Coupe de Chypre 2020-2021 | Voie principale - 3 non-champions repêchés du 2e tour de qualification de la Ligue des champions : - Galatasaray SK (17.000) - Rapid Vienne (17.000) - Celtic FC (34.000) - St Johnstone FC (6.675) Vainqueur de la Coupe d'Écosse 2020-2021 - FK Jablonec (7.000) 3e de Tchéquie en 2020-2021 - Anórthosis Famagouste (5.550) Vainqueur de la Coupe de Chypre 2020-2021 | Voie principale - 3 non-champions repêchés du 2e tour de qualification de la Ligue des champions : - Galatasaray SK (17.000) - Rapid Vienne (17.000) - Celtic FC (34.000) - St Johnstone FC (6.675) Vainqueur de la Coupe d'Écosse 2020-2021 - FK Jablonec (7.000) 3e de Tchéquie en 2020-2021 - Anórthosis Famagouste (5.550) Vainqueur de la Coupe de Chypre 2020-2021 | Voie principale - 3 non-champions repêchés du 2e tour de qualification de la Ligue des champions : - Galatasaray SK (17.000) - Rapid Vienne (17.000) - Celtic FC (34.000) - St Johnstone FC (6.675) Vainqueur de la Coupe d'Écosse 2020-2021 - FK Jablonec (7.000) 3e de Tchéquie en 2020-2021 - Anórthosis Famagouste (5.550) Vainqueur de la Coupe de Chypre 2020-2021 | Voie principale - 3 non-champions repêchés du 2e tour de qualification de la Ligue des champions : - Galatasaray SK (17.000) - Rapid Vienne (17.000) - Celtic FC (34.000) - St Johnstone FC (6.675) Vainqueur de la Coupe d'Écosse 2020-2021 - FK Jablonec (7.000) 3e de Tchéquie en 2020-2021 - Anórthosis Famagouste (5.550) Vainqueur de la Coupe de Chypre 2020-2021 | Voie principale - 3 non-champions repêchés du 2e tour de qualification de la Ligue des champions : - Galatasaray SK (17.000) - Rapid Vienne (17.000) - Celtic FC (34.000) - St Johnstone FC (6.675) Vainqueur de la Coupe d'Écosse 2020-2021 - FK Jablonec (7.000) 3e de Tchéquie en 2020-2021 - Anórthosis Famagouste (5.550) Vainqueur de la Coupe de Chypre 2020-2021 |

## Calendrier
| Nom                                                                     | Tirage au sort     | Date aller                           | Date retour                       | Équipes participantes         |
| ----------------------------------------------------------------------- | ------------------ | ------------------------------------ | --------------------------------- | ----------------------------- |
| Tours de qualification (2021)                                           |                    |                                      |                                   |                               |
| Troisième tour de qualification                                         | 19 juillet à Nyon  | 5 août                               | 12 août                           | 16 (3 + 13)                   |
| Barrages                                                                | 2 août à Nyon      | 19 août                              | 26 août                           | 20 (8 + 6 + 6)                |
| Phase de groupes (2021)                                                 |                    |                                      |                                   |                               |
| Journées 1 et 6 Journées 2 et 5 Journées 3 et 4                         | 27 août à Istanbul | 16 septembre 30 septembre 21 octobre | 9 décembre 25 novembre 4 novembre | 32 (10 + 12 + 10)             |
| Phase finale (2022)                                                     |                    |                                      |                                   |                               |
| Barrages de la phase à élimination directe                              | 13 décembre à Nyon | 17 février                           | 24 février                        | 16 (8 deuxièmes + 8 reversés) |
| Huitièmes de finale                                                     | 25 février à Nyon  | 10 mars                              | 17 mars                           | 16 (8 premiers + 8)           |
| Quarts de finale                                                        | 18 mars à Nyon     | 7 avril                              | 14 avril                          | 8                             |
| Demi-finale                                                             | 18 mars à Nyon     | 28 avril                             | 5 mai                             | 4                             |
| Finale                                                                  | 18 mars à Nyon     | 18 mai 2022 à Séville                | 18 mai 2022 à Séville             | 2                             |
| en italique : clubs repêchés de la Ligue des champions lors de ce tour. |                    |                                      |                                   |                               |

## Phase qualificative

### Troisième tour de qualification
Le tirage au sort du troisième tour de qualification a lieu le 19 juillet 2021 à Nyon. La phase qualificative se divise à ce moment-là en deux voies distinctes : la voie des Champions réservée aux champions nationaux et la voie principale. Ce tour voit l'entrée en lice, pour la voie des Champions, des dix perdants de la voie des Champions du deuxième tour de qualification de la Ligue des champions ; le tirage au sort a la particularité de ne pas avoir de têtes de série pour cette voie. La voie principale voit l'entrée des vainqueurs de Coupe nationale des associations classées de la 14e à la 16e place au classement UEFA, auxquels s'ajoutent les trois perdants de la voie de la Ligue du deuxième tour de qualification de la Ligue des champions, pour un total respectif de dix et six équipes. Les clubs d'une même association ne peuvent pas se rencontrer. Les vainqueurs de ce tour se qualifient pour les barrages. Dans le même temps, les perdants sont reversés en barrages de la Ligue Europa Conférence.
Les clubs azerbaïdjanais et arméniens ne peuvent pas se rencontrer en raison du conflit frontalier au Haut-Karabagh. Les clubs d'une même association ne peuvent pas se rencontrer.
Les matchs aller ont lieu le 5 août tandis que les matchs retour prennent place le 12 août.
| Voie des champions                     | Voie des champions                                   |
| -------------------------------------- | ---------------------------------------------------- |
| Tirage intégral                        |                                                      |
| Voie principale                        |                                                      |
| Têtes de série (qualifiés directement) | Non têtes de série (repêchés de Ligue des champions) |
| FK Jablonec                            | Rapid Vienne                                         |
| St Johnstone FC                        | Celtic FC                                            |
| Anórthosis Famagouste                  | Galatasaray SK                                       |

| Équipe             | Aller           | Total             | Retour          | Équipe                |
| Voie principale    | Voie principale | Voie principale   | Voie principale | Voie principale       |
| ------------------ | --------------- | ----------------- | --------------- | --------------------- |
| FK Jablonec        | 2 - 4           | 2 - 7             | 0 - 3           | Celtic FC             |
| Rapid Vienne       | 3 - 0           | 4 - 2             | 1 - 2           | Anórthosis Famagouste |
| Galatasaray SK     | 1 - 1           | 5 - 3             | 4 - 2           | St Johnstone FC       |
| Voie des Champions |                 |                   |                 |                       |
| Omónia Nicosie     | 1 - 0           | 2 - 2 (5 - 4 tab) | 1 - 2 ap        | Flora Tallinn         |
| NŠ Mura            | 0 - 0           | 1 - 0             | 1 - 0           | Žalgiris Vilnius      |
| Kaïrat Almaty      | 0 - 0           | 2 - 3             | 2 - 3 ap        | Alashkert FC          |
| Lincoln Red Imps   | 1 - 3           | 2 - 4             | 1 - 1           | Slovan Bratislava     |
| Neftchi Bakou      | 2 - 2           | 2 - 5             | 0 - 3           | HJK Helsinki          |

### Barrages
Le tirage au sort des barrages a lieu le 2 août 2021 à Nyon. Ce tour voit l'entrée en lice des vainqueurs de coupe nationale des associations classées de la 8e à la 13e place au classement UEFA, auxquels s'ajoutent les huit vainqueurs du troisième tour de qualification et les six perdants du troisième tour de qualification de la voie des Champions de la Ligue des champions.
Il n'y a plus de séparation entre champions et non-champions lors de ce tour. Les dix vainqueurs de ce tour se qualifient pour la phase de groupes de la Ligue Europa tandis que les dix perdants sont reversés en phase de groupes de la Ligue Europa Conférence.
Les matchs aller ont lieu le 19 août tandis que les matchs retour prennent place le 26 août.
| Priorité 1 (qualifiés directement) | Priorité 2 (repêchés du 3e TQ de la Ligue des champions) | Priorité 3 (qualifiés du 3e TQ de la Ligue Europa - voie des champions) | Priorité 4 (qualifiés du 3e TQ de la Ligue Europa - voie principale) |
| ---------------------------------- | -------------------------------------------------------- | ----------------------------------------------------------------------- | -------------------------------------------------------------------- |
| AZ Alkmaar                         | Legia Varsovie                                           | Omónia Nicosie                                                          | Celtic FC                                                            |
| Fenerbahçe SK                      | CFR Cluj                                                 | NŠ Mura                                                                 | Rapid Vienne                                                         |
| Zorya Louhansk                     | Olympiakos                                               | Alashkert FC                                                            | Galatasaray SK                                                       |
| Royal Antwerp                      | Étoile rouge de Belgrade                                 | Slovan Bratislava                                                       | –                                                                    |
| Sturm Graz                         | Rangers FC                                               | HJK Helsinki                                                            | –                                                                    |
| Randers FC                         | Slavia Prague                                            | –                                                                       | –                                                                    |

Les modalités du tirage au sort sont les suivantes :
- les clubs de la priorité 1 sont tirés contre les clubs de la priorité 4
- les trois clubs restants de la priorité 1 sont tirés contre les clubs de la priorité 3
- les deux clubs restants de la priorité 3 sont tirés contre les clubs de la priorité 2
- les quatre clubs restants de la priorité 2 sont tirés entre eux.

Les clubs d'une même association peuvent se rencontrer lors de ce tour.
| Équipe                   | Aller | Total             | Retour   | Équipe            |
| ------------------------ | ----- | ----------------- | -------- | ----------------- |
| Randers FC               | 1 - 1 | 2 - 3             | 1 - 2    | Galatasaray SK    |
| Rapid Vienne             | 3 - 0 | 6 - 2             | 3 - 2    | Zorya Louhansk    |
| Celtic FC                | 2 - 0 | 3 - 2             | 1 - 2    | AZ Alkmaar        |
| Fenerbahçe SK            | 1 - 0 | 6 - 2             | 5 - 2    | HJK Helsinki      |
| NŠ Mura                  | 1 - 3 | 1 - 5             | 0 - 2    | Sturm Graz        |
| Omónia Nicosie           | 4 - 2 | 4 - 4 (2 - 3 tab) | 0 - 2 ap | Royal Antwerp     |
| Olympiakos               | 3 - 0 | 5 - 2             | 2 - 2    | Slovan Bratislava |
| Rangers FC               | 1 - 0 | 1 - 0             | 0 - 0    | Alashkert FC      |
| Slavia Prague            | 2 - 2 | 3 - 4             | 1 - 2    | Legia Varsovie    |
| Étoile rouge de Belgrade | 4 - 0 | 6 - 1             | 2 - 1    | CFR Cluj          |

## Phase de groupes
Celtic
Rangers
Fenerbahçe
Galatasaray
Lokomotiv Moscou
Spartak Moscou

### Format et tirage au sort
Le tirage au sort de la phase de groupes a lieu le 27 août 2021 à Istanbul. Les trente-deux équipes participantes (douze équipes provenant des sept meilleures associations au classement UEFA, dix vainqueurs des barrages, quatre équipes éliminées du troisième tour de qualification de la Ligue des champions et six équipes éliminées des barrages de la Ligue des champions) sont divisées en quatre chapeaux de huit équipes réparties en fonction de leur coefficient UEFA en 2021.
Celles-ci seront réparties en huit groupes de quatre équipes, avec comme restriction l'impossibilité pour deux équipes d'une même association de se rencontrer dans un groupe, ainsi que l'impossibilité pour les équipes russes et ukrainiennes d'être tirées dans un même groupe en raison de la situation politique entre les deux pays.
| Chapeau 1          | Chapeau 1 | Chapeau 2                     | Chapeau 2 | Chapeau 3              | Chapeau 3 | Chapeau 4         | Chapeau 4 |
| ------------------ | --------- | ----------------------------- | --------- | ---------------------- | --------- | ----------------- | --------- |
| Olympique lyonnais | 76.000    | Celtic FC                     | 34.000    | Olympique de Marseille | 28.000    | Rapid Vienne      | 17.000    |
| SSC Naples         | 74.000    | Eintracht Francfort           | 33.000    | Ludogorets Razgrad Ch  | 28.000    | Galatasaray SK    | 17.000    |
| Bayer Leverkusen   | 57.000    | Étoile rouge de Belgrade Ch C | 32.500    | West Ham United        | 20.113    | Legia Varsovie Ch | 16.500    |
| Dinamo Zagreb Ch   | 44.500    | Leicester City C              | 32.000    | Real Sociedad          | 19.571    | FC Midtjylland    | 13.500    |
| SS Lazio           | 44.000    | Rangers FC Ch                 | 31.250    | Real Betis             | 19.571    | Ferencváros TC Ch | 13.500    |
| Olympiakos Ch      | 43.000    | Lokomotiv Moscou C            | 31.000    | Fenerbahçe SK          | 19.500    | Royal Antwerp     | 10.500    |
| AS Monaco          | 36.000    | KRC Genk                      | 30.000    | Spartak Moscou         | 18.500    | Sturm Graz        | 7.165     |
| SC Braga C         | 35.000    | PSV Eindhoven                 | 29.000    | Sparta Prague          | 17.500    | Brøndby IF Ch     | 7.000     |

C : Vainqueur de la coupe nationale
 Ch : Champion national
- Qualifié pour les huitièmes de finale
- Qualifié pour les barrages de la phase à élimination directe
- Repêché en barrages de la phase à élimination directe de la Ligue Europa Conférence

### Matchs et classements
Légende des classements
- Qualifié pour les huitièmes de finale
- Qualifié pour les barrages de la phase à élimination directe
- Repêché en barrages de la phase à élimination directe de la Ligue Europa Conférence

Légende des résultats
- Victoire à domicile
- Match nul
- Victoire à l'extérieur

Les jours de match sont les 16 et 30 septembre, le 21 octobre, les 4 et 25 novembre et le 9 décembre 2021.

#### Critères de départage
Selon l'article 16.01 du règlement de la compétition, en cas d’égalité de points de plusieurs équipes à l'issue des matches de groupe, les critères suivants sont appliqués dans l'ordre indiqué pour établir leur classement :
1. plus grand nombre de points obtenus dans les matches de groupe disputés entre les équipes concernées ;
2. meilleure différence de buts dans les matches du groupe disputés entre les équipes concernées;
3. plus grand nombre de buts marqués dans les matches du groupe disputés entre les équipes concernées;
4. si, après l’application des critères 1 à 3, plusieurs équipes sont toujours à égalité, les critères 1 à 3 sont à nouveau appliqués exclusivement aux matches entre les équipes concernées afin de déterminer leur classement final. Si cette procédure ne donne pas de résultat, les critères 5 à 11 s’appliquent;
5. meilleure différence de buts dans tous les matches du groupe;
6. plus grand nombre de buts marqués dans tous les matches du groupe;
7. plus grand nombre de buts marqués à l’extérieur dans tous les matches du groupe;
8. plus grand nombre de victoires dans tous les matches du groupe;
9. plus grand nombre de victoires à l'extérieur dans tous les matches du groupe;
10. total le plus faible de points disciplinaires sur la base uniquement des cartons jaunes et des cartons rouges reçus durant tous les matches du groupe (carton rouge = 3 points, carton jaune = 1 point, expulsion pour deux cartons jaunes au cours d'un match = 3 points);
11. meilleur coefficient de club.

Le critère « plus grand nombre de buts marqués à l’extérieur dans les matches du groupe disputés entre les équipes concernées » qui était jusqu'alors utilisé comme quatrième critère de départage est aboli par l'UEFA à partir de cette saison.

#### Groupe A
| Rang | Équipe             | Pts | J | G | N | P | Bp | Bc | Diff |  | Résultats (▼ dom., ► ext.) |     |     |     |     |
| ---- | ------------------ | --- | - | - | - | - | -- | -- | ---- |  | -------------------------- | --- | --- | --- | --- |
| 1    | Olympique lyonnais | 16  | 6 | 5 | 1 | 0 | 16 | 5  | +11  |  | Olympique lyonnais         |     | 1-1 | 3-0 | 3-0 |
| 2    | Rangers FC         | 8   | 6 | 2 | 2 | 2 | 6  | 5  | +1   |  | Rangers FC                 | 0-2 |     | 2-0 | 2-0 |
| 3    | Sparta Prague      | 7   | 6 | 2 | 1 | 3 | 6  | 9  | -3   |  | Sparta Prague              | 3-4 | 1-0 |     | 2-0 |
| 4    | Brøndby IF         | 2   | 6 | 0 | 2 | 4 | 2  | 11 | -9   |  | Brøndby IF                 | 1-3 | 1-1 | 0-0 |     |

#### Groupe B
| Rang | Équipe        | Pts | J | G | N | P | Bp | Bc | Diff |  | Résultats (▼ dom., ► ext.) |     |     |     |     |
| ---- | ------------- | --- | - | - | - | - | -- | -- | ---- |  | -------------------------- | --- | --- | --- | --- |
| 1    | AS Monaco     | 12  | 6 | 3 | 3 | 0 | 7  | 4  | +3   |  | AS Monaco                  |     | 2-1 | 0-0 | 1-0 |
| 2    | Real Sociedad | 9   | 6 | 2 | 3 | 1 | 9  | 6  | +3   |  | Real Sociedad              | 1-1 |     | 3-0 | 1-1 |
| 3    | PSV Eindhoven | 8   | 6 | 2 | 2 | 2 | 9  | 8  | +1   |  | PSV Eindhoven              | 1-2 | 2-2 |     | 2-0 |
| 4    | Sturm Graz    | 2   | 6 | 0 | 2 | 4 | 3  | 10 | -7   |  | Sturm Graz                 | 1-1 | 0-1 | 1-4 |     |

#### Groupe C
| Rang | Équipe         | Pts | J | G | N | P | Bp | Bc | Diff |  | Résultats (▼ dom., ► ext.) |     |     |     |     |
| ---- | -------------- | --- | - | - | - | - | -- | -- | ---- |  | -------------------------- | --- | --- | --- | --- |
| 1    | Spartak Moscou | 10  | 6 | 3 | 1 | 2 | 10 | 9  | +1   |  | Spartak Moscou             |     | 2-1 | 3-4 | 0-1 |
| 2    | SSC Naples     | 10  | 6 | 3 | 1 | 2 | 15 | 10 | +5   |  | SSC Naples                 | 2-3 |     | 3-2 | 3-0 |
| 3    | Leicester City | 8   | 6 | 2 | 2 | 2 | 12 | 11 | +1   |  | Leicester City             | 1-1 | 2-2 |     | 3-1 |
| 4    | Legia Varsovie | 6   | 6 | 2 | 0 | 4 | 4  | 11 | -7   |  | Legia Varsovie             | 0-1 | 1-4 | 1-0 |     |

#### Groupe D
| Rang | Équipe              | Pts | J | G | N | P | Bp | Bc | Diff |  | Résultats (▼ dom., ► ext.) |     |     |     |     |
| ---- | ------------------- | --- | - | - | - | - | -- | -- | ---- |  | -------------------------- | --- | --- | --- | --- |
| 1    | Eintracht Francfort | 12  | 6 | 3 | 3 | 0 | 10 | 6  | +4   |  | Eintracht Francfort        |     | 3-1 | 1-1 | 2-2 |
| 2    | Olympiakós          | 9   | 6 | 3 | 0 | 3 | 8  | 7  | +1   |  | Olympiakós                 | 1-2 |     | 1-0 | 2-1 |
| 3    | Fenerbahçe SK       | 6   | 6 | 1 | 3 | 2 | 7  | 8  | -1   |  | Fenerbahçe SK              | 1-1 | 0-3 |     | 2-2 |
| 4    | Royal Antwerp FC    | 5   | 6 | 1 | 2 | 3 | 6  | 10 | -4   |  | Royal Antwerp FC           | 0-1 | 1-0 | 0-3 |     |

#### Groupe E
| Rang | Équipe                 | Pts | J | G | N | P | Bp | Bc | Diff |  | Résultats (▼ dom., ► ext.) |     |     |     |     |
| ---- | ---------------------- | --- | - | - | - | - | -- | -- | ---- |  | -------------------------- | --- | --- | --- | --- |
| 1    | Galatasaray SK         | 12  | 6 | 3 | 3 | 0 | 7  | 3  | +4   |  | Galatasaray SK             |     | 1-0 | 4-2 | 1-1 |
| 2    | SS Lazio               | 9   | 6 | 2 | 3 | 1 | 7  | 3  | +4   |  | SS Lazio                   | 0-0 |     | 0-0 | 2-0 |
| 3    | Olympique de Marseille | 7   | 6 | 1 | 4 | 1 | 6  | 7  | -1   |  | Olympique de Marseille     | 0-0 | 2-2 |     | 1-0 |
| 4    | Lokomotiv Moscou       | 2   | 6 | 0 | 2 | 4 | 2  | 9  | -7   |  | Lokomotiv Moscou           | 0-1 | 0-3 | 1-1 |     |

#### Groupe F
| Rang | Équipe                   | Pts | J | G | N | P | Bp | Bc | Diff |  | Résultats (▼ dom., ► ext.) |     |     |     |     |
| ---- | ------------------------ | --- | - | - | - | - | -- | -- | ---- |  | -------------------------- | --- | --- | --- | --- |
| 1    | Étoile rouge de Belgrade | 11  | 6 | 3 | 2 | 1 | 6  | 4  | +2   |  | Étoile rouge de Belgrade   |     | 2-1 | 0-1 | 1-0 |
| 2    | SC Braga                 | 10  | 6 | 3 | 1 | 2 | 12 | 9  | +3   |  | SC Braga                   | 1-1 |     | 3-1 | 4-2 |
| 3    | FC Midtjylland           | 9   | 6 | 2 | 3 | 1 | 7  | 7  | 0    |  | FC Midtjylland             | 1-1 | 3-2 |     | 1-1 |
| 4    | Ludogorets Razgrad       | 2   | 6 | 0 | 2 | 4 | 3  | 8  | -5   |  | Ludogorets Razgrad         | 0-1 | 0-1 | 0-0 |     |

#### Groupe G
| Rang | Équipe           | Pts | J | G | N | P | Bp | Bc | Diff |  | Résultats (▼ dom., ► ext.) |     |     |     |     |
| ---- | ---------------- | --- | - | - | - | - | -- | -- | ---- |  | -------------------------- | --- | --- | --- | --- |
| 1    | Bayer Leverkusen | 13  | 6 | 4 | 1 | 1 | 14 | 5  | +9   |  | Bayer Leverkusen           |     | 4-0 | 3-2 | 2-1 |
| 2    | Real Betis       | 10  | 6 | 3 | 1 | 2 | 12 | 12 | 0    |  | Real Betis                 | 1-1 |     | 4-3 | 2-0 |
| 3    | Celtic FC        | 9   | 6 | 3 | 0 | 3 | 13 | 15 | -2   |  | Celtic FC                  | 0-4 | 3-2 |     | 2-0 |
| 4    | Ferencváros TC   | 3   | 6 | 1 | 0 | 5 | 5  | 12 | -7   |  | Ferencváros TC             | 1-0 | 1-3 | 2-3 |     |

#### Groupe H
| Rang | Équipe          | Pts | J | G | N | P | Bp | Bc | Diff |  | Résultats (▼ dom., ► ext.) |     |     |     |     |
| ---- | --------------- | --- | - | - | - | - | -- | -- | ---- |  | -------------------------- | --- | --- | --- | --- |
| 1    | West Ham United | 13  | 6 | 4 | 1 | 1 | 11 | 3  | +8   |  | West Ham United            |     | 0-1 | 2-0 | 3-0 |
| 2    | Dinamo Zagreb   | 10  | 6 | 3 | 1 | 2 | 9  | 6  | +3   |  | Dinamo Zagreb              | 0-2 |     | 3-1 | 1-1 |
| 3    | Rapid Vienne    | 6   | 6 | 2 | 0 | 4 | 4  | 9  | -5   |  | Rapid Vienne               | 0-2 | 2-1 |     | 0-1 |
| 4    | KRC Genk        | 5   | 6 | 1 | 2 | 3 | 4  | 10 | -6   |  | KRC Genk                   | 2-2 | 0-3 | 0-1 |     |

## Phase finale
Séville

Betis
Séville FC

### Barrages de la phase à élimination directe
Les deuxièmes de la phase de groupes de la Ligue Europa, rejoints par les huit équipes ayant terminé troisièmes de leur groupe en Ligue des champions, participent aux barrages de la phase à élimination directe de la Ligue Europa. Les huit premiers de la phase de groupes de la Ligue Europa, quant à eux, commencent leur phase finale par les huitièmes de finale.
Deux équipes d'une même association nationale ne peuvent pas se rencontrer en barrage. Le tirage au sort a lieu le 13 décembre 2021 à Nyon. Les deuxièmes de groupe, têtes de série, jouent leur match retour à domicile.
| Groupe | 2e de groupe (tête de série) | 3e de groupe de Ligue des champions (non-tête de série) |
| ------ | ---------------------------- | ------------------------------------------------------- |
| A      | Rangers FC                   | RB Leipzig                                              |
| B      | Real Sociedad                | FC Porto                                                |
| C      | SSC Naples                   | Borussia Dortmund                                       |
| D      | Olympiakos                   | Sheriff Tiraspol                                        |
| E      | SS Lazio                     | FC Barcelone                                            |
| F      | SC Braga                     | Atalanta Bergame                                        |
| G      | Real Betis                   | Séville FC                                              |
| H      | Dinamo Zagreb                | Zénith Saint-Pétersbourg                                |

Les matchs aller se jouent le 17 février tandis que les matchs retour se déroulent le 24 février 2022.
| Équipe                   | Aller | Total             | Retour   | Équipe        |
| ------------------------ | ----- | ----------------- | -------- | ------------- |
| Séville FC               | 3 - 1 | 3 - 2             | 0 - 1    | Dinamo Zagreb |
| Atalanta Bergame         | 2 - 1 | 5 - 1             | 3 - 0    | Olympiakos    |
| RB Leipzig               | 2 - 2 | 5 - 3             | 3 - 1    | Real Sociedad |
| FC Barcelone             | 1 - 1 | 5 - 3             | 4 - 2    | SSC Naples    |
| Zénith Saint-Pétersbourg | 2 - 3 | 2 - 3             | 0 - 0    | Real Betis    |
| Borussia Dortmund        | 2 - 4 | 4 - 6             | 2 - 2    | Rangers FC    |
| Sheriff Tiraspol         | 2 - 0 | 2 - 2 (2 - 3 tab) | 0 - 2 ap | SC Braga      |
| FC Porto                 | 2 - 1 | 4 - 3             | 2 - 2    | SS Lazio      |

### Huitièmes de finale
Les vainqueurs de la phase de groupes de la Ligue Europa, rejoints par les huit équipes vainqueurs des barrages de la phase à élimination directe, participent aux huitièmes de finale de la Ligue Europa.
Deux équipes d'une même association nationale ne peuvent pas se rencontrer en huitièmes de finale. Cette restriction est levée ensuite à partir des quarts de finale. Le tirage au sort a lieu le 25 février 2022 à Nyon. Les huitièmes de finale se jouent le 10 mars pour les matchs aller et le 17 mars pour les matchs retour.
Le 28 février 2022, à la suite de l'invasion de l'Ukraine par la Russie, l'UEFA et la FIFA annoncent la suspension des clubs et sélections russes de toutes les compétitions qu'elles organisent, ce qui disqualifie le Spartak Moscou. De ce fait, le RB Leipzig se qualifie directement pour les quarts de finale.
| Vainqueur de groupe               | Vainqueur de barrages |
| --------------------------------- | --------------------- |
| Olympique lyonnais (Grp. A)       | Séville FC            |
| AS Monaco (Grp. B)                | Atalanta Bergame      |
| Spartak Moscou (Grp. C)           | RB Leipzig            |
| Eintracht Francfort (Grp. D)      | FC Barcelone          |
| Galatasaray SK (Grp. E)           | Real Betis            |
| Étoile rouge de Belgrade (Grp. F) | Rangers FC            |
| Bayer Leverkusen (Grp. G)         | SC Braga              |
| West Ham United (Grp. H)          | FC Porto              |

| Équipe           | Aller  | Total    | Retour   | Équipe                   |
| ---------------- | ------ | -------- | -------- | ------------------------ |
| Rangers FC       | 3 - 0  | 4 - 2    | 1 - 2    | Étoile rouge de Belgrade |
| SC Braga         | 2 - 0  | 3 - 1    | 1 - 1    | AS Monaco                |
| FC Porto         | 0 - 1  | 1 - 2    | 1 - 1    | Olympique lyonnais       |
| Atalanta Bergame | 3 - 2  | 4 - 2    | 1 - 0    | Bayer Leverkusen         |
| Séville FC       | 1 - 0  | 1 - 2    | 0 - 2 ap | West Ham United          |
| FC Barcelone     | 0 - 0  | 2 - 1    | 2 - 1    | Galatasaray SK           |
| RB Leipzig       | Annulé | Q. - Dsq | Annulé   | Spartak Moscou           |
| Real Betis       | 1 - 2  | 2 - 3    | 1 - 1 ap | Eintracht Francfort      |

### Quarts de finale
Le tirage au sort des quarts de finale, demi-finales et finale a lieu le 18 mars 2022 à Nyon. Les quarts de finale se jouent le 7 avril pour les matchs aller, et le 14 avril pour les matchs retour.
| Équipe              | Aller | Total | Retour   | Équipe             |
| ------------------- | ----- | ----- | -------- | ------------------ |
| RB Leipzig          | 1 - 1 | 3 - 1 | 2 - 0    | Atalanta Bergame   |
| Eintracht Francfort | 1 - 1 | 4 - 3 | 3 - 2    | FC Barcelone       |
| West Ham United     | 1 - 1 | 4 - 1 | 3 - 0    | Olympique lyonnais |
| SC Braga            | 1 - 0 | 2 - 3 | 1 - 3 ap | Rangers FC         |

### Demi-finales
Les matchs aller se déroulent le 28 avril, et les matchs retour le 5 mai.
| Équipe          | Aller | Total | Retour | Équipe              |
| --------------- | ----- | ----- | ------ | ------------------- |
| RB Leipzig      | 1 - 0 | 2 - 3 | 1 - 3  | Rangers FC          |
| West Ham United | 1 - 2 | 1 - 3 | 0 - 1  | Eintracht Francfort |

### Finale
La finale se déroule le 18 mai 2022 au stade Ramón Sánchez Pizjuán de Séville en Espagne.
| Équipe 1            | Score                | Équipe 2   |
| ------------------- | -------------------- | ---------- |
| Eintracht Francfort | 1 - 1 ap (5 - 4 tab) | Rangers FC |

### Tableau final
|  | Huitièmes de finale      | Huitièmes de finale      | Huitièmes de finale | Huitièmes de finale |                         |                         | Quarts de finale | Quarts de finale | Quarts de finale | Quarts de finale |  |  | Demi-finales | Demi-finales | Demi-finales | Demi-finales |  |  | Finale                                             | Finale | Finale | Finale |
|  |                          |                          |                     |                     |                         |                         |                  |                  |                  |                  |  |  |              |              |              |              |  |  |                                                    |        |        |        |
|  |                          |                          |                     |                     |                         |                         |                  |                  |                  |                  |  |  |              |              |              |              |  |  | 18 mai 2022 - Stade Ramón Sánchez Pizjuán, Séville |        |        |        |
|  | Séville FC               | Séville FC               | 1                   | 0                   |                         |                         |                  |                  |                  |                  |  |  |              |              |              |              |  |  |                                                    |        |        |        |
|  | Séville FC               | Séville FC               | 1                   | 0                   |                         |                         |                  |                  |                  |                  |  |  |              |              |              |              |  |  |                                                    |        |        |        |
|  | West Ham United ap       | West Ham United ap       | 0                   | 2                   |                         |                         |                  |                  |                  |                  |  |  |              |              |              |              |  |  |                                                    |        |        |        |
|  | West Ham United ap       | West Ham United ap       | 0                   | 2                   | West Ham United         | West Ham United         | 1                | 3                |                  |                  |  |  |              |              |              |              |  |  |                                                    |        |        |        |
|  |                          |                          |                     |                     | West Ham United         | West Ham United         | 1                | 3                |                  |                  |  |  |              |              |              |              |  |  |                                                    |        |        |        |
|  |                          |                          | Olympique lyonnais  | Olympique lyonnais  | 1                       | 0                       |                  |                  |                  |                  |  |  |              |              |              |              |  |  |                                                    |        |        |        |
|  | FC Porto                 | FC Porto                 | Olympique lyonnais  | Olympique lyonnais  | 1                       | 0                       | 0                | 1                |                  |                  |  |  |              |              |              |              |  |  |                                                    |        |        |        |
|  | FC Porto                 | FC Porto                 |                     |                     |                         |                         |                  | 1                |                  |                  |  |  |              |              |              |              |  |  |                                                    |        |        |        |
|  | Olympique lyonnais       | Olympique lyonnais       | 1                   | 1                   |                         |                         |                  |                  |                  |                  |  |  |              |              |              |              |  |  |                                                    |        |        |        |
|  | Olympique lyonnais       | Olympique lyonnais       | 1                   | 1                   | West Ham United         | West Ham United         | 1                | 0                |                  |                  |  |  |              |              |              |              |  |  |                                                    |        |        |        |
|  |                          |                          |                     |                     | West Ham United         | West Ham United         | 1                | 0                |                  |                  |  |  |              |              |              |              |  |  |                                                    |        |        |        |
|  |                          |                          | Eintracht Francfort | Eintracht Francfort | 2                       | 1                       |                  |                  |                  |                  |  |  |              |              |              |              |  |  |                                                    |        |        |        |
|  | Real Betis               | Real Betis               | Eintracht Francfort | Eintracht Francfort | 2                       | 1                       | 1                | 1                |                  |                  |  |  |              |              |              |              |  |  |                                                    |        |        |        |
|  | Real Betis               | Real Betis               |                     |                     |                         |                         |                  | 1                |                  |                  |  |  |              |              |              |              |  |  |                                                    |        |        |        |
|  | Eintracht Francfort ap   | Eintracht Francfort ap   | 2                   | 1                   |                         |                         |                  |                  |                  |                  |  |  |              |              |              |              |  |  |                                                    |        |        |        |
|  | Eintracht Francfort ap   | Eintracht Francfort ap   | 2                   | 1                   | Eintracht Francfort     | Eintracht Francfort     | 1                | 3                |                  |                  |  |  |              |              |              |              |  |  |                                                    |        |        |        |
|  |                          |                          |                     |                     | Eintracht Francfort     | Eintracht Francfort     | 1                | 3                |                  |                  |  |  |              |              |              |              |  |  |                                                    |        |        |        |
|  |                          |                          | FC Barcelone        | FC Barcelone        | 1                       | 2                       |                  |                  |                  |                  |  |  |              |              |              |              |  |  |                                                    |        |        |        |
|  | FC Barcelone             | FC Barcelone             | FC Barcelone        | FC Barcelone        | 1                       | 2                       | 0                | 2                |                  |                  |  |  |              |              |              |              |  |  |                                                    |        |        |        |
|  | FC Barcelone             | FC Barcelone             |                     |                     |                         |                         |                  | 2                |                  |                  |  |  |              |              |              |              |  |  |                                                    |        |        |        |
|  | Galatasaray SK           | Galatasaray SK           | 0                   | 1                   |                         |                         |                  |                  |                  |                  |  |  |              |              |              |              |  |  |                                                    |        |        |        |
|  | Galatasaray SK           | Galatasaray SK           | 0                   | 1                   | Eintracht Francfort tab | Eintracht Francfort tab | 1ap              | (5)              |                  |                  |  |  |              |              |              |              |  |  |                                                    |        |        |        |
|  |                          |                          |                     |                     | Eintracht Francfort tab | Eintracht Francfort tab | 1ap              | (5)              |                  |                  |  |  |              |              |              |              |  |  |                                                    |        |        |        |
|  |                          |                          | Rangers FC          | Rangers FC          | 1                       | (4)                     |                  |                  |                  |                  |  |  |              |              |              |              |  |  |                                                    |        |        |        |
|  | RB Leipzig               | RB Leipzig               | Rangers FC          | Rangers FC          | 1                       | (4)                     | Q.               | Q.               |                  |                  |  |  |              |              |              |              |  |  |                                                    |        |        |        |
|  | RB Leipzig               | RB Leipzig               |                     |                     |                         |                         |                  | Q.               |                  |                  |  |  |              |              |              |              |  |  |                                                    |        |        |        |
|  | Spartak Moscou           | Spartak Moscou           | Dsq                 | Dsq                 |                         |                         |                  |                  |                  |                  |  |  |              |              |              |              |  |  |                                                    |        |        |        |
|  | Spartak Moscou           | Spartak Moscou           | Dsq                 | Dsq                 | RB Leipzig              | RB Leipzig              | 1                | 2                |                  |                  |  |  |              |              |              |              |  |  |                                                    |        |        |        |
|  |                          |                          |                     |                     | RB Leipzig              | RB Leipzig              | 1                | 2                |                  |                  |  |  |              |              |              |              |  |  |                                                    |        |        |        |
|  |                          |                          | Atalanta Bergame    | Atalanta Bergame    | 1                       | 0                       |                  |                  |                  |                  |  |  |              |              |              |              |  |  |                                                    |        |        |        |
|  | Atalanta Bergame         | Atalanta Bergame         | Atalanta Bergame    | Atalanta Bergame    | 1                       | 0                       | 3                | 1                |                  |                  |  |  |              |              |              |              |  |  |                                                    |        |        |        |
|  | Atalanta Bergame         | Atalanta Bergame         |                     |                     |                         |                         |                  | 1                |                  |                  |  |  |              |              |              |              |  |  |                                                    |        |        |        |
|  | Bayer Leverkusen         | Bayer Leverkusen         | 2                   | 0                   |                         |                         |                  |                  |                  |                  |  |  |              |              |              |              |  |  |                                                    |        |        |        |
|  | Bayer Leverkusen         | Bayer Leverkusen         | 2                   | 0                   | RB Leipzig              | RB Leipzig              | 1                | 1                |                  |                  |  |  |              |              |              |              |  |  |                                                    |        |        |        |
|  |                          |                          |                     |                     | RB Leipzig              | RB Leipzig              | 1                | 1                |                  |                  |  |  |              |              |              |              |  |  |                                                    |        |        |        |
|  |                          |                          | Rangers FC          | Rangers FC          | 0                       | 3                       |                  |                  |                  |                  |  |  |              |              |              |              |  |  |                                                    |        |        |        |
|  | SC Braga                 | SC Braga                 | Rangers FC          | Rangers FC          | 0                       | 3                       | 2                | 1                |                  |                  |  |  |              |              |              |              |  |  |                                                    |        |        |        |
|  | SC Braga                 | SC Braga                 |                     |                     |                         |                         |                  | 1                |                  |                  |  |  |              |              |              |              |  |  |                                                    |        |        |        |
|  | AS Monaco                | AS Monaco                | 0                   | 1                   |                         |                         |                  |                  |                  |                  |  |  |              |              |              |              |  |  |                                                    |        |        |        |
|  | AS Monaco                | AS Monaco                | 0                   | 1                   | SC Braga                | SC Braga                | 1                | 1                |                  |                  |  |  |              |              |              |              |  |  |                                                    |        |        |        |
|  |                          |                          |                     |                     | SC Braga                | SC Braga                | 1                | 1                |                  |                  |  |  |              |              |              |              |  |  |                                                    |        |        |        |
|  |                          |                          | Rangers FC ap       | Rangers FC ap       | 0                       | 3                       |                  |                  |                  |                  |  |  |              |              |              |              |  |  |                                                    |        |        |        |
|  | Rangers FC               | Rangers FC               | Rangers FC ap       | Rangers FC ap       | 0                       | 3                       | 3                | 1                |                  |                  |  |  |              |              |              |              |  |  |                                                    |        |        |        |
|  | Rangers FC               | Rangers FC               |                     |                     |                         |                         |                  | 1                |                  |                  |  |  |              |              |              |              |  |  |                                                    |        |        |        |
|  | Étoile rouge de Belgrade | Étoile rouge de Belgrade | 0                   | 2                   |                         |                         |                  |                  |                  |                  |  |  |              |              |              |              |  |  |                                                    |        |        |        |
|  | Étoile rouge de Belgrade | Étoile rouge de Belgrade | 0                   | 2                   |                         |                         |                  |                  |                  |                  |  |  |              |              |              |              |  |  |                                                    |        |        |        |
|  |                          |                          |                     |                     |                         |                         |                  |                  |                  |                  |  |  |              |              |              |              |  |  |                                                    |        |        |        |

## Statistiques, classements et prix

### Classements des buteurs et des passeurs décisifs
Statistiques officielles de l'UEFA, rencontres de la phase qualificative exclues.Mise à jour : 9 mai 2022
| Rang | Buteur           | Club                | Buts | Passes | Minutes jouées |
| ---- | ---------------- | ------------------- | ---- | ------ | -------------- |
| 1    | James Tavernier  | Rangers FC          | 7    | 2      | 1320           |
| 2    | Karl Toko-Ekambi | Olympique lyonnais  | 6    | 2      | 583            |
| 2    | Galeno           | SC Braga/FC Porto   | 6    | 0      | 657            |
| 4    | Daichi Kamada    | Eintracht Francfort | 5    | 1      | 1108           |
| 4    | Patson Daka      | Leicester City      | 5    | 0      | 416            |
| 6    | Ricardo Horta    | SC Braga            | 4    | 4      | 1119           |
| 6    | Moussa Diaby     | Bayer Leverkusen    | 4    | 3      | 623            |
| 6    | Borja Iglesias   | Real Betis          | 4    | 2      | 556            |
| 6    | Mislav Oršić     | Dinamo Zagreb       | 4    | 2      | 672            |
| 6    | Alfredo Morelos  | Rangers FC          | 4    | 2      | 680            |

| Rang | Passeur        | Club                | Passes | Buts | Minutes jouées |
| ---- | -------------- | ------------------- | ------ | ---- | -------------- |
| 1    | Filip Kostić   | Eintracht Francfort | 6      | 3    | 1140           |
| 2    | Ricardo Horta  | SC Braga            | 4      | 4    | 1199           |
| 2    | Florian Wirtz  | Bayer Leverkusen    | 4      | 3    | 437            |
| 2    | Iuri Medeiros  | SC Braga            | 4      | 2    | 674            |
| 5    | Moussa Diaby   | Bayer Leverkusen    | 3      | 4    | 623            |
| 5    | Nabil Fekir    | Real Betis          | 3      | 2    | 596            |
| 5    | Mario Götze    | PSV Eindhoven       | 3      | 1    | 421            |
| 5    | Angeliño       | RB Leipzig          | 3      | 1    | 467            |
| 5    | Sergio Canales | Real Betis          | 3      | 1    | 495            |
| 5    | Victor Moses   | Spartak Moscou      | 3      | 1    | 525            |

### Joueurs de la semaine
| Journée                    | Joueur             | Club                |
| -------------------------- | ------------------ | ------------------- |
| Journée 1                  | Mario Götze        | PSV Eindhoven       |
| Journée 2                  | Yórgos Masoúras    | Olympiakos          |
| Journée 3                  | Patson Daka        | Leicester City      |
| Journée 4                  | Moussa Diaby       | Bayer Leverkusen    |
| Journée 5                  | Rayan Cherki       | Olympique lyonnais  |
| Journée 6                  | Eljif Elmas        | SSC Naples          |
| Barrages aller             | Toni Martínez      | FC Porto            |
| Barrages retour            | Ricardo Horta      | SC Braga            |
| Huitièmes de finale aller  | Luis Muriel        | Atalanta Bergame    |
| Huitièmes de finale retour | Merih Demiral      | Atalanta Bergame    |
| Quarts de finale aller     | Ansgar Knauff      | Eintracht Francfort |
| Quarts de finale retour    | Christopher Nkunku | RB Leipzig          |
| Demi-finales aller         | Daichi Kamada      | Eintracht Francfort |
| Demi-finales retour        | James Tavernier    | Glasgow Rangers     |
| Finale                     | Kevin Trapp        | Eintracht Francfort |

### Équipe de la saison
| Gardien     | Défenseurs                                    | Milieux                                                | Attaquants                                       |
| ----------- | --------------------------------------------- | ------------------------------------------------------ | ------------------------------------------------ |
| Kevin Trapp | Craig Dawson Martin Hinteregger Calvin Bassey | James Tavernier Konrad Laimer Declan Rice Filip Kostić | Christopher Nkunku Rafael Santos Borré Ryan Kent |

### Meilleur joueur et meilleur jeune joueur
Le Serbe Filip Kostić de l'Eintracht Francfort est nommé meilleur joueur de la compétition tandis que son coéquipier allemand Ansgar Knauff est nommé meilleur jeune joueur.

## Nombres d'équipes par pays et par tour
L'ordre des fédérations est établi suivant le classement UEFA des pays en 2021. Les clubs repêchés de la Ligue des champions apparaissent en italique.
| Association |       | Barrages                  | +   | Phase de groupes          | +  | Barrages à élimination directe        | Huitièmes de finale              | Quarts de finale     | Demi-finales         | Finale      |
| ----------- | ----- | ------------------------- | --- | ------------------------- | -- | ------------------------------------- | -------------------------------- | -------------------- | -------------------- | ----------- |
| Espagne     |       |                           | +2  | 2 Betis, Sociedad         | +2 | 4 Barcelone, Betis, Séville, Sociedad | 3 Barcelone, Betis, Séville      | 1 Barcelone          |                      |             |
| Angleterre  |       |                           | +2  | 2 Leicester, West Ham     |    |                                       | 1 West Ham                       | 1 West Ham           | 1 West Ham           |             |
| Allemagne   |       |                           | +2  | 2 Francfort, Leverkusen   | +2 | 2 Dortmund, Leipzig                   | 3 Francfort, Leipzig, Leverkusen | 2 Francfort, Leipzig | 2 Francfort, Leipzig | 1 Francfort |
| Italie      |       |                           | +2  | 2 Lazio, Naples           | +1 | 3 Bergame, Lazio, Naples              | 1 Bergame                        | 1 Bergame            |                      |             |
| France      |       |                           | +3  | 3 Lyon, Marseille, Monaco |    |                                       | 2 Lyon, Monaco                   | 1 Lyon               |                      |             |
| Portugal    |       |                           | +1  | 1 Braga                   | +1 | 2 Braga, Porto                        | 2 Braga, Porto                   | 1 Braga              |                      |             |
| Russie      |       |                           | +2  | 2 Lokomotiv, Spartak      | +1 | 1 Zénith                              | 1 Spartak                        |                      |                      |             |
| Belgique    |       | 1 Antwerp                 | +1  | 2 Antwerp, Genk           |    |                                       |                                  |                      |                      |             |
| Ukraine     |       | 1 Louhansk                |     |                           |    |                                       |                                  |                      |                      |             |
| Pays-Bas    |       | 1 Alkmaar                 | +1  | 1 Eindhoven               |    |                                       |                                  |                      |                      |             |
| Turquie     |       | 2 Fenerbahçe, Galatasaray |     | 2 Fenerbahçe, Galatasaray |    |                                       | 1 Galatasaray                    |                      |                      |             |
| Autriche    |       | 2 Graz, Vienne            |     | 2 Graz, Vienne            |    |                                       |                                  |                      |                      |             |
| Danemark    |       | 1 Randers                 | +2  | 2 Brøndby, Midtjylland    |    |                                       |                                  |                      |                      |             |
| Écosse      |       | 2 Celtic, Rangers         |     | 2 Celtic, Rangers         |    | 1 Rangers                             | 1 Rangers                        | 1 Rangers            | 1 Rangers            | 1 Rangers   |
| Tchéquie    |       | 1 Slavia                  | +1  | 1 Sparta                  |    |                                       |                                  |                      |                      |             |
| Chypre      |       | 1 Omónia                  |     |                           |    |                                       |                                  |                      |                      |             |
| Grèce       |       | 1 Olympiakos              |     | 1 Olympiakos              |    | 1 Olympiakos                          |                                  |                      |                      |             |
| Serbie      |       | 1 Belgrade                |     | 1 Belgrade                |    |                                       | 1 Belgrade                       |                      |                      |             |
| Croatie     |       |                           | +1  | 1 Zagreb                  |    | 1 Zagreb                              |                                  |                      |                      |             |
| Bulgarie    |       |                           | +1  | 1 Ludogorets              |    |                                       |                                  |                      |                      |             |
| Roumanie    |       | 1 Cluj                    |     |                           |    |                                       |                                  |                      |                      |             |
| Pologne     |       | 1 Varsovie                |     | 1 Varsovie                |    |                                       |                                  |                      |                      |             |
| Slovaquie   |       | 1 Bratislava              |     |                           |    |                                       |                                  |                      |                      |             |
| Slovénie    |       | 1 Mura                    |     |                           |    |                                       |                                  |                      |                      |             |
| Hongrie     |       |                           | +1  | 1 Ferencváros             |    |                                       |                                  |                      |                      |             |
| Arménie     |       | 1 Alashkert               |     |                           |    |                                       |                                  |                      |                      |             |
| Finlande    |       | 1 HJK Helsinki            |     |                           |    |                                       |                                  |                      |                      |             |
| Moldavie    |       |                           |     |                           | +1 | 1 Tiraspol                            |                                  |                      |                      |             |
| Total       | Total | 20                        | +22 | 32                        | +8 | 16                                    | 16                               | 8                    | 4                    | 2           |